# 杨晓嘉
杨晓嘉（1956年—），广东梅县人，汉族，中华人民共和国政治人物、第十一届全国人民代表大会湖南地区代表。
毕业于中南大学风险管理专业，是中共党员。任湖南省股份制改革试点领导小组办公室和省证券委办公室常务副主任。2008年起担任全国人大代表。